# غريت اورسدن (كامبريدجشير)
غريت اورسدن (بالإنجليزية: Great Eversden)‏ هي قرية و أبرشية مدنية تقع في المملكة المتحدة في إنجلترا. يقدر عدد سكانها بـ 227 نسمة .